# Deza (Soria)
Deza es un municipio y localidad española de la provincia de Soria, en la comunidad autónoma de Castilla y León. El término municipal, que incluye también las localidades de La Alameda y Miñana, tiene una población de 165 habitantes (INE 2024).

## Toponimia
El nombre de Dezam, aparece por primera vez en las crónicas de Sampiro sobre una aceifa de Alfonso III el Magno en el año 876, aunque existen dudas razonables de que se trate de este lugar. En árabe se transcribe Dassa, pero los estudiosos dicen que es topónimo preexistente.

## Geografía

Término municipal.

El municipio, perteneciente al partido judicial de partido judicial de Soria y a la comarca de Campo de Gómara, Se encuentra en el sureste de la provincia, bañado por el río Henar o Lerar.
Limita al norte con Miñana y La Alameda; al sur con Cihuela; al este con Torrijo y Bijuesca; y al oeste con Bordalba y Torlengua. Está en el límite de Soria y Zaragoza. El pueblo se encuentra en un enclave privilegiado dentro de la ruta de los Finojosa

### Naturaleza
Todo el término está plagado de fuentes y manantiales de sugerentes nombres, algunos de ellos termales: de Muza, de Almanzor, la de Suso, que es una cascada, la de Suene, la del Arañón...
Los Ojos son dos pozos de unos seis metros de diámetro de los que mana el agua incesantemente.
La cueva Lóbrega, en la falda de la sierra y otras cuevas en el paraje de Los Romerales que pudieron ser habitáculos celtíberos. Por estar construido el pueblo en terreno rocoso, está horadado por túneles y bodegas: Hay un pasadizo desde la iglesia hasta el Palacio de los Esteras, otro desde un bar de la plaza hasta una panadería próxima, y algún local de ocio aprovecha una bodega.
En su término e incluidos en la Red Natura 2000 los siguientes lugares:
- Lugar de Interés Comunitario conocido como Quejigares de Gómara-Nájima, ocupando 1184 hectáreas, el 10 % de su término.[2]
- Zona Especial Protección de Aves conocida como Cihuela-Deza ocupando 2742 hectáreas, el 23% de su término.[3]

## Historia
Se han encontrado vestigios de época neolítica, en la Peña del Manto, y un hacha del mismo periodo en Los Mojoncillos. 
En una zona elevada del municipio, se encuentra un campamento romano que protegería a la ciudad celtíbera de Titiakos, que se ubicaría en la zona habitada actual. El hallazgo se produjo analizando la topografía del entorno que no acababa de cuadrar con el resto de la zona.
Es importante la Necrópolis visigótica de Valdecatalán del siglo VI, con 100 fosas, encontrada por Blas Taracena. En el monasterio de San Juan de Duero se guardan seis anillos (cuatro de plata y dos de bronce) encontrados en la necrópolis del cerro de los Judíos, del siglo XII o XIII. El propio Taracena publicó en 1933 un trabajo titulado "Cadáveres atravesados por clavos en el cementerio judío de Deza"
En La Venta del Hambre, a 5 km del pueblo, en el confín con Cihuela, afloraron 42 pedernales dentados de la Edad del Bronce. Está asentada sobre un yacimiento calcolítico, a resguardo de potentes bancos de toba cuaternaria. Según las excavaciones, data del Paleolítico Superior, encontrando piezas fabricadas en sílex que utilizaban grupos de pastores seminómadas que vivían en cabañas construidas con materiales perecederos. Posteriormente fue asentamiento romano, todavía inédito. A pocos metros hay restos de lo que fuera una calzada, que se dirige hacia la Venta de Mazalacete.
En época islámica fue importante punto estratégico y lo siguió siendo como villa frontera con Aragón con jurisdicción propia junto a la aldea de Cihuela. No fue reconquistada hasta después de la toma de Toledo. En los siglos XIII y XV pasaría altrernativamente a poder de Aragón y de Castilla, tras a veces cruentas batallas. Después pasaría a los dominios del Ducado de Medinaceli.  Contó con importante número de moros entre sus vecinos por el trato de favor que se les dio gracias a un privilegio de Alfonso VIII, confirmado por los sucesivos reyes hasta Felipe II. Es pueblo de rica tradición alfarera, desgraciadamente desaparecida. Los numerosos alfareros tenían su propio barrio (Las Atarazanas). Se conserva una excepcional lámpara de cerámica local en la ermita de Santa Ana.
A la caída del Antiguo Régimen, la localidad se constituye en municipio constitucional en la región de Castilla la Vieja, partido de Soria, que en el censo de 1842 contaba con 416 hogares y 1342 vecinos.
El 5 de diciembre de 1966 crece el término del municipio porque incorpora a La Alameda y a Miñana.

## Demografía
Cuenta con una población de 165 habitantes (INE 2024).
| Gráfica de evolución demográfica de Deza entre 1842 y 2021 |
| |
| Población de derecho según los censos de población del INE Población de hecho según los censos de población del INEEntre el censo de 1970 y el anterior, crece el término del municipio porque incorpora a 42504 (La Alameda) y 42575 (Miñana) |

### Población por núcleos

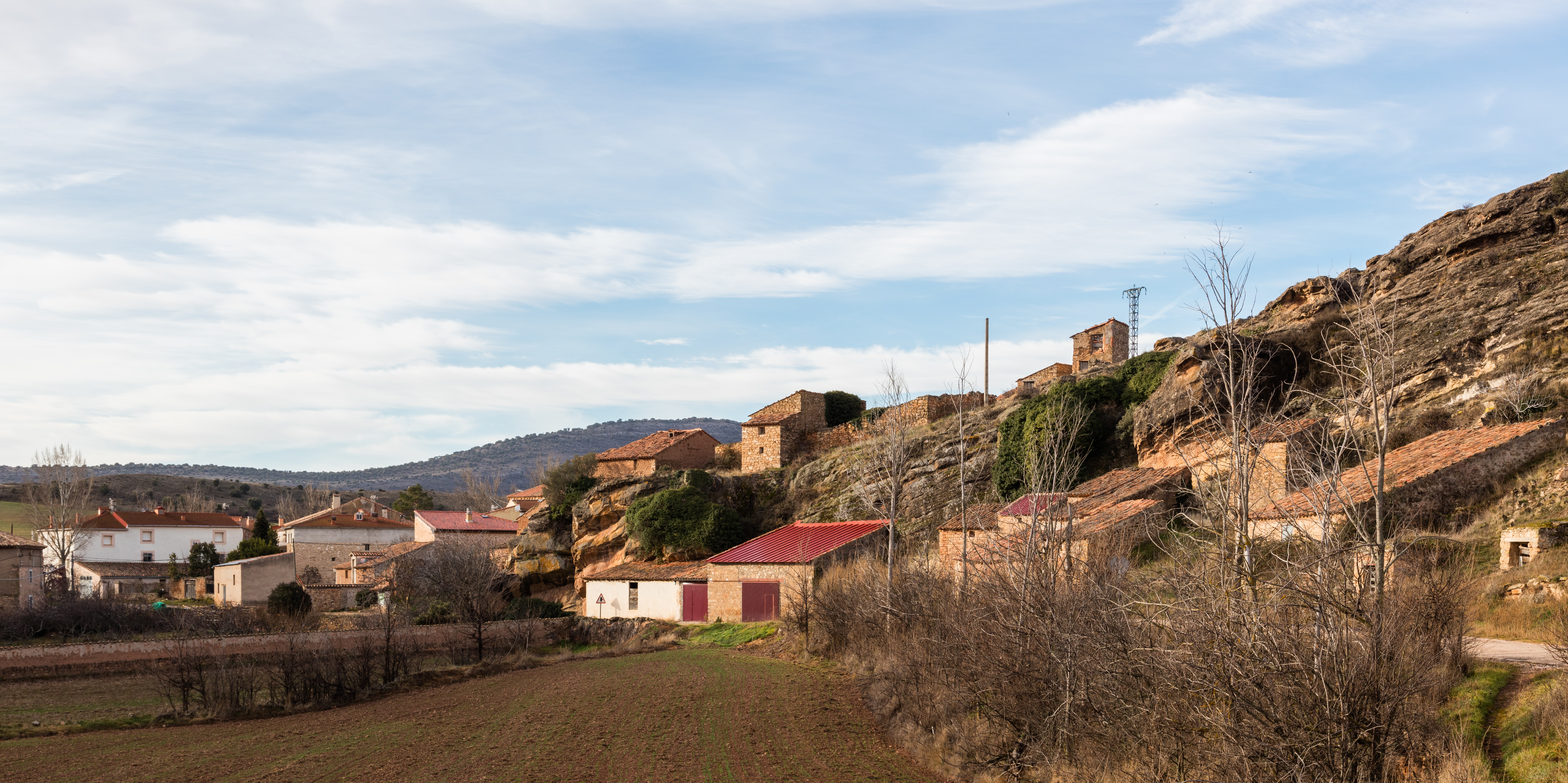
Vista de La Alameda.

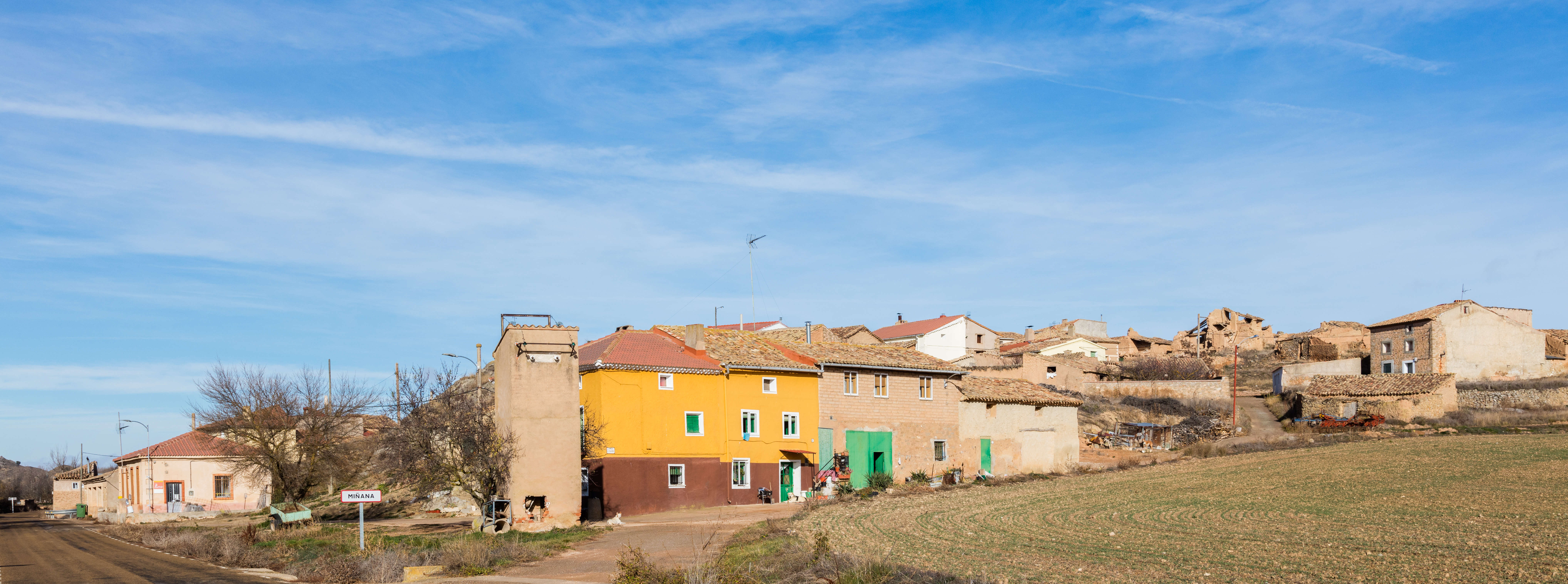
Vista de Miñana.

| Núcleos    | Habitantes (2000) | Habitantes (2010) |
| ---------- | ----------------- | ----------------- |
| Deza       | 350               | 259               |
| La Alameda | 22                | 12                |
| Miñana     | 16                | 6                 |

## Economía
Es una zona cerealista de secano, mayoritariamente.

## Patrimonio

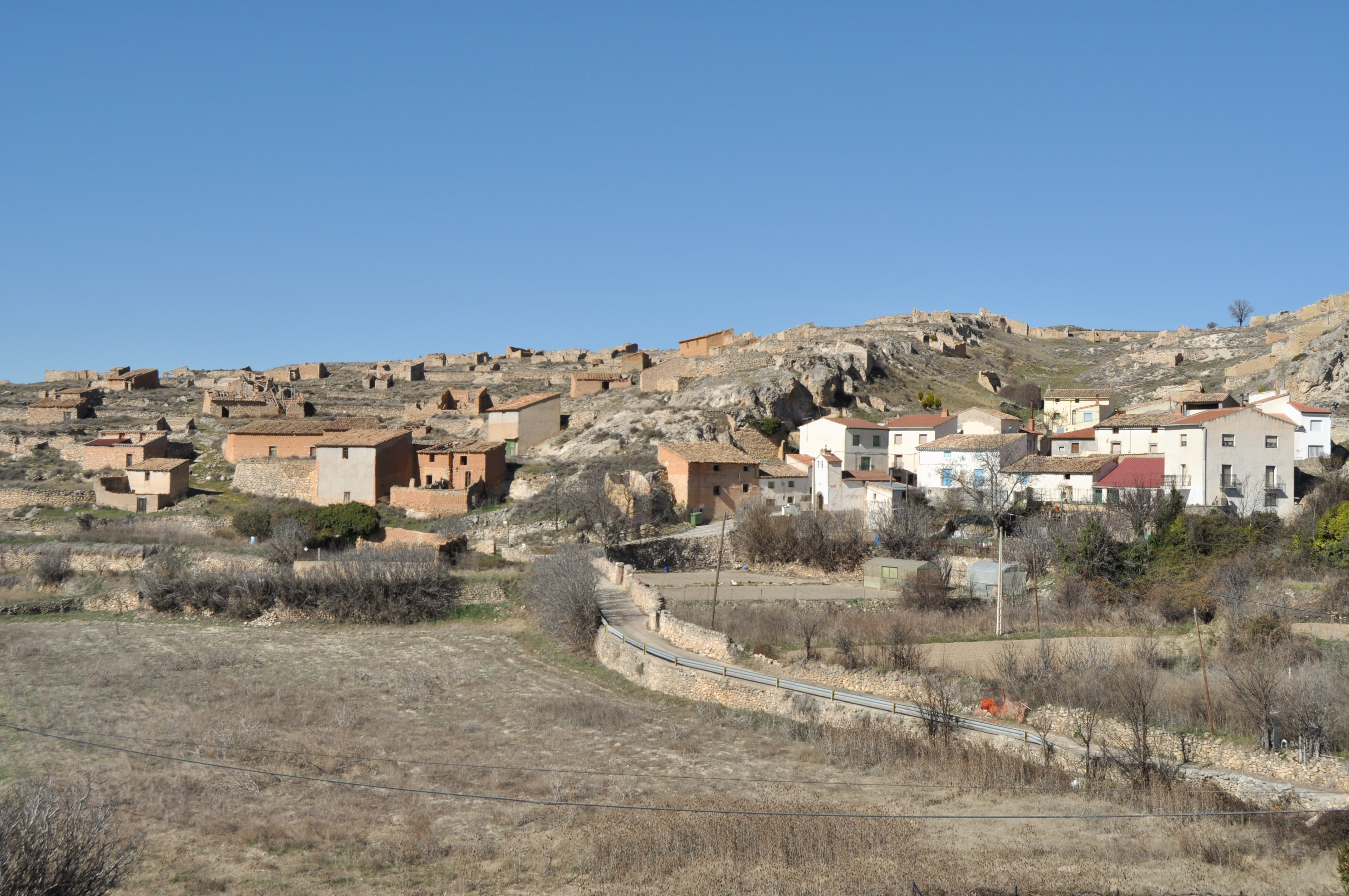
Vista de Deza

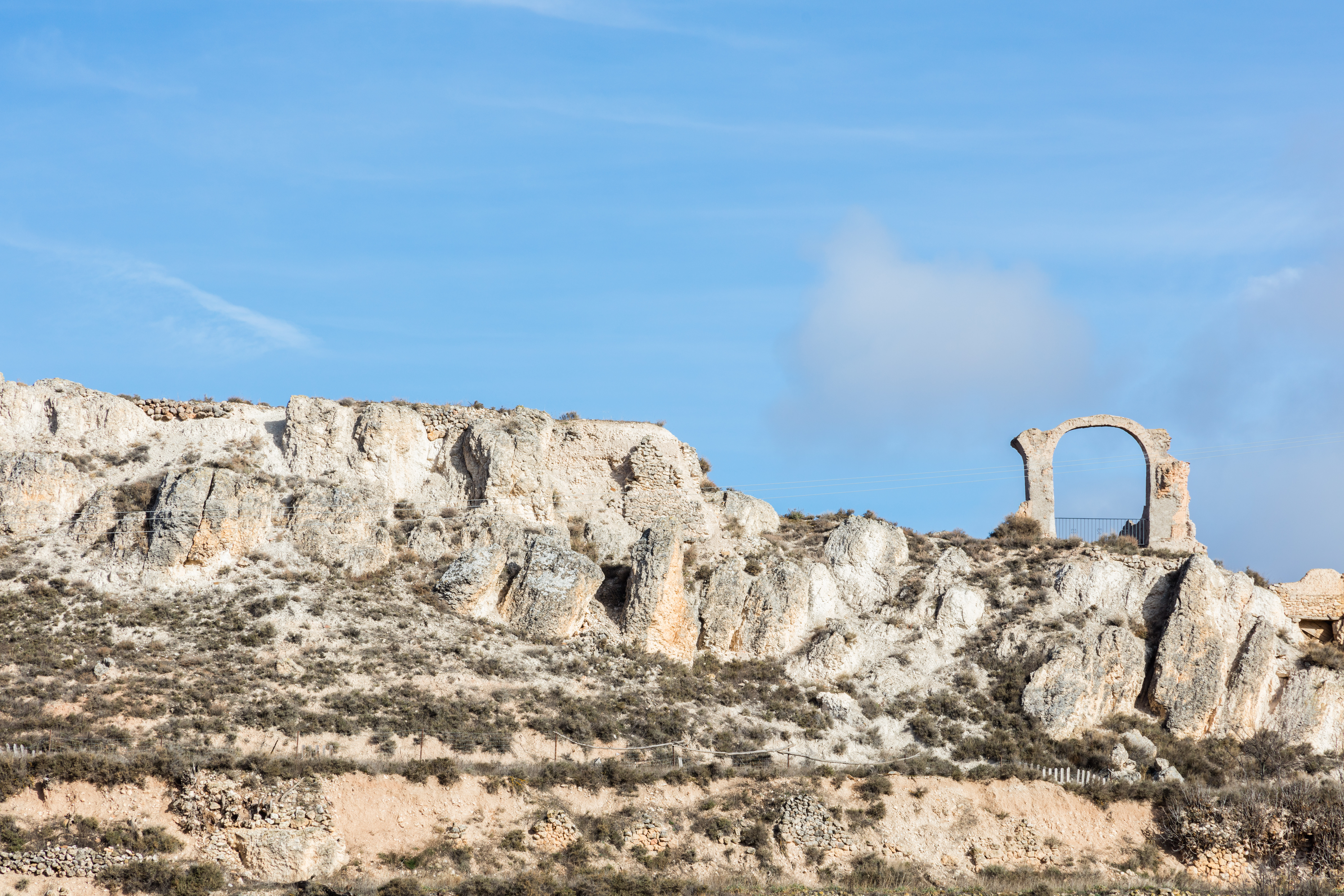
Vista desde Deza de la ermita derruida

La villa tuvo una muralla árabe, modificada por los cristianos en mampostería y de considerable altura, de la que apenas quedan restos. No se aprecian restos de torres u otras construcciones en la muralla. En su interior, en el lugar conocido como La Fortaleza se encontraba el castillo original, con un acceso en arco de medio punto flanqueado por dos cuerpos y con una rampa junto a la iglesia, donde hubo otra puerta de defensa exterior y que pudo tener una barrera muy fuerte. En la fortaleza, dice Blasco, construyeron unas escuelas a finales del siglo XIX.
Iglesia de la Asunción. Gótica de mediados del siglo XVI aparejada con mampostería y sillarejos, con planta de tres naves de igual altura separadas con pilares cilíndricos y cerradas con bóvedas de crucería de complicadas estrellas. La iglesia se construyó con influencia de la colegiata de Berlanga con la que guarda bastante similitud.
Llegó a tener cinco ermitas: La Soledad, San Roque, San Antonio (en Las Atarazanas), San Blas y Santa Ana.
Casa Fuerte de los Hinojosa, de planta cuadrada, en el perímetro de la villa, con dos torres y patio de dos plantas porticado de ocho columnas redondas y arcos de medio punto, donde actualmente se encuentra ubicado el ayuntamiento.
Hay además muchas casas blasonadas. Torreón de Medinaceli, actualmente restaurado, que formaba parte del Palacio del Duque, situado en la Fortaleza. La Casa Alta, edificio medieval, en estado de abandono. Palacio de los Barnuevo. Frente a la iglesia, está la casa palaciega de los Esteras.
Singular plaza de toros en forma de herradura parcialmente excavada que aprovecha el desnivel y el monte contiguo como gradas.
La iglesia de Nuestra Señora de la Asunción está declarada Bien de Interés Cultural en la categoría de Monumento el 28 de octubre de 1993.